# پنجوین
پَنجْوِین شهر کوچکی است در استان حلبچه در کردستان عراق.
پنجوین در ۱۰۵ کیلومتری شمال خاوری شهر سلیمانیه، ۷۴ کیلومتری حلبچه و ۱۵ کیلومتر از مرز ایران قرار گرفته‌است.
این شهر با جمعیتی نزدیک به ۲۰ هزار نفر، در کوهپایه فلات «شانی حاج شیخ» جای گرفته و از سه سو توسط این فلات دربر گرفته شده‌است.
روستاهای بابوه و برده‌رشه در شهرستان مریوان ایران در روبه‌روی پنجوین قرار گرفته‌اند.
شهر پنجوین مرکز شهرستان پنجوین است. این شهرستان از سه بخش به نام‌های مرکزی، گرمک و نالپاریز تشکیل شده‌است.
شهر پنجوین در دشت شیلر قرار گرفته که بلندی‌های مشرف بر آن، پنجوین یا «زله» نامیده می‌شود. دشت شیلر با فرورفتگی خاص خود، واقع در مرز دو کشور ایران و عراق و در حد فاصل دو شهر مریوان و بانه قرار دارد. از جمله مهمترین ارتفاعات این منطقه، سورن، سورکوه و کانی مانگا است که دهانه دشت شیلر را تشکیل می‌دهد.
بلندی‌های قوچ‌سلطان بلندی‌های راهبردی در جنوب شهر پنجوین و شمال غربی شهرستان مریوان است.
بلندترین قلهٔ آن، موسوم به کلّه‌قندی «دولبهٔ توتمان» بر کل نوار مرزی مریوان - پنجوین اشراف دارد. به دلیل قرار گرفتن ارتفاعات قوچ سلطان بر روی نقطهٔ پیوستن خاک عراق به ایران، در آغاز تجاوز ارتش عراق به خاک ایران، این ارتفاعات از حیث اشراف دید و تسلط کامل بر کل منطقه، برای هر دو طرف جنگ اهمیت بسیاری داشت.
این شهر باغ‌های زیاد و سه بازار و سه مسجد و تعدادی هتل دارد.

## اقتصاد
در منطقه پنجوین معدن آهن وجود دارد و کان‌های منگنیت و هماتیت نیز در منطقه میشاو در فاصله ۳۸ کیلومتری پنجوین وجود دارد. مجموع آهن خالص در معادن پنجوین و میشاو ۱۸ درصد اعلام شده‌است.
منگنز در کانی‌های پیرولوساید در ناحیه سیرنا، در منطقه پنجوین دیده شده است. کروم و نیکل از دیگر کانی‌های منطقه پنجوین است.
برق شهر پنجوین از شبکه برق ایران تأمین می‌شود.
بازارچه مرزی باشماق که در فاصله ۱۷ کیلومتری غرب شهر مریوان در جوار روستای مرزی باشماق قرار دارد گذرگاه مرزی پنجوین به ایران است.
ناامنی در مناطق مرکزی کشور عراق سبب گردیده بسیاری از بازرگانان عراقی ترجیح دهند کالاهای مورد نیاز خود را از ایران و از طریق بازارچه مرزی باشماق تحویل گیرند و این وضعیت سبب بالا رفتن تراکم کار و ازدحام بازارچه شده‌است.

## تاریخچه
پنجوین در قدیم روستایی بود در منطقه‌ای به نام قزلجه. منطقه قزلجه نیز بخشی از شهرستان گل‌عنبر به‌شمار می‌آمد.
بیشتر بناهای بزرگ پنجوین در قدیم در تملک شیخ محمود از بزرگان منطقه کردستان عراق بود.
پنجوین تا تاریخ ۲۳ آوریل ۱۹۲۷ در دست سران ایل جاف بود که بعد از آن تاریخ در دست نیروهای دولتی عراق افتاد و در تقسیمات استانی سلیمانیه وارد شد.
با برپایی کشور عراق، پنجوین رفته‌رفته پیشرفت کرد و در سال ۱۹۵۹ به شهرستان ارتقاء یافت. پیش از این تاریخ پنجوین بخشی از شهرستان حلبچه به‌شمار می‌آمد.
پنجوین در سال ۱۹۵۰ تبدیل به شهرستان شد و از آن سال در آن بیشتر نهادهای مدنی همچون ادارات دولتی، هتل‌ها و تسهیلات دیگر بنیاد شد. این شهر هم‌اینک دارای یک بیمارستان بزرگ، مدارس و شماری پارک است.
منطقه مرزی پنجوین از جمله مناطقی است که طی قرارداد ۱۹۷۵ الجزایر، به دلیل وجود ارتفاعات جانبی آن، به شکل فرورفتگی در داخل خاک ایران تعیین شد.

### جنگ ایران و عراق
در زمان جنگ ایران و عراق پنجوین شهری نظامی شد و عملیات موسوم به والفجر ۴ از سوی ایران در این منطقه انجام شد. هدف از عملیات والفجر ۴، اتصال ارتفاعات سورن به سورکوه بود.
شهر پنجوین مدت‌ها پیش از عملیات والفجر ۴ از سکنه بومی تخلیه شده بود. ارتش عراق با اطلاع از عملیات والفجر ۴، به‌ویژه هنگام دستیابی بر بلندی‌های مشرف بر شهر، بخشی عمده از شهر را منهدم نمود و به ویژه تابلوها و نشانه‌هایی را که حاکی از موجودیت شهر بود، از میان برد.
در سال ۱۳۶۲، عراق به کاربرد جنگ‌افزارهای شیمیایی در پیرانشهر و حوالی پنجوین مبادرت کرد. ایران حادثه پنجوین را جنایت جنگی نامید و مجروحان جنگ شیمیایی به بیمارستان‌های تهران اعزام شدند.
با پایان جنگ ایران و عراق و برون‌رفت نیروهای عراقی از منطقه و بازگشتن مردم پنجوین به شهر خود بسیاری از آن‌ها برای بازسازی خانه‌های خود به گردآوری چوب و مصالح در کوه‌های پیرامون پرداختند که بسیاری به خاطر رفتن به روی مین‌های زمان جنگ مجروح شدند.
شهر پنجوین ۴۷۵ نفر معلول دارد که بنا بر آمار مقامات منطقه کردستان عمدتاً به علت انفجار مین‌ها معلول شده‌اند.
امروزه در دو سوی جاده‌های منتهی به پنجوین تابلوهای هشداردهنده بسیاری در مورد مین‌ها به چشم می‌خورد. ساکنان این شهر نیز همواره نسبت به راه رفتن در پیرامون شهر هشدار می‌دهند.
تا سال ۲۰۰۹ میلادی تمامی مین‌های کاشته‌شده در زمین‌های بیمارستان‌ها، تأسیسات برق، دبستان‌ها و پارک‌ها پاکسازی شده‌اند.
منطقه پنجوین پس از شارباژیر دومین منطقه پُر از مین در کردستان عراق است.